# Méru
Méru település Franciaországban, Oise megyében. Lakosainak száma 14 091 fő (2022. január 1.). Méru Amblainville, Andeville, Corbeil-Cerf, Esches, Laboissière-en-Thelle, Lormaison, Villeneuve-les-Sablons és Saint-Crépin-Ibouvillers községekkel határos.

## Népesség
A település népességének változása:
| Lakosok száma | 13 995 | 14 703 | 14 808 | 14 614 | 14 609 | 14 452 | 14 354 | 14 320 | 14 091 |
|               | 2013   | 2015   | 2016   | 2017   | 2018   | 2019   | 2020   | 2021   | 2022   |